# FC Ashdod
O FC Ashdod é um clube de futebol de Asdode, Israel, que disputa a Ligat ha'Al, a primeira divisão do campeonato israelense.

## História
O clube foi fundado em Asdode em 1999.

## Elenco atual
Agosto 2016.
| N.º |         | Posição | Jogador            |
| --- | ------- | ------- | ------------------ |
| 1   | Israel  | G       | Roi Mishpati       |
| 2   | Croácia | D       | Karlo Bručić       |
| 3   | Brasil  | D       | Nivaldo            |
| 4   | Israel  | D       | Hatem Abd Elhamed  |
| 5   | Israel  | D       | Nir Bardea         |
| 6   | Estónia | M       | Stanislav Goldberg |
| 7   | Israel  | A       | Hen Azriel         |
| 8   | Israel  | M       | Gadi Kinda         |
| 10  | Israel  | A       | Niv Zrihan         |
| 11  | Israel  | M       | Roei Beckel        |
| 12  | Israel  | M       | Izhak Asepa        |
| 14  | Israel  | A       | Dean David         |
| 15  | Israel  | D       | Tom Ben Zaken      |

| N.º |         | Posição | Jogador        |
| --- | ------- | ------- | -------------- |
| 16  | Israel  | D       | Adir Tubul     |
| 17  | Israel  | M       | Tom Mond       |
| 18  | Israel  | A       | Bentzi Moshel  |
| 19  | Israel  | M       | Dan Bitton     |
| 21  | Sérvia  | D       | Saša Ivković   |
| 22  | Israel  | G       | Yoav Jarafi    |
| 23  | Israel  | M       | Ben Alfassi    |
| 24  | Israel  | D       | Adar Aouate    |
| 25  | Israel  | M       | Ben Ben Yair   |
| 26  | Croácia | D       | Nino Galović   |
| 32  | Croácia | A       | Dražen Bagarić |
| 77  | Israel  | M       | Moshe Ohayon   |

## Treinadores
- Yossi Mizrahi (2004-2010)
- John Gregory (1 July 2010 – 18 April 2011)
- Yossi Mizrahi (18 April 2011 – 30 June 2013)
- Nir Klinger (1 July 2013–7 June 2015)
- Eyal Lahman (7 June 2015– 18 December 2015)
- Ronny Awat (18 Dez 2015-2017)
- Ran Ben-shimon (Agosto 2017)
- Reuven Atar (Outubro 2017)
- Amir Turgeman (Outubro 2017-Presente)